# Oxira subochracea
Oxira subochracea là một loài bướm đêm trong họ Noctuidae.